# Phil Gould

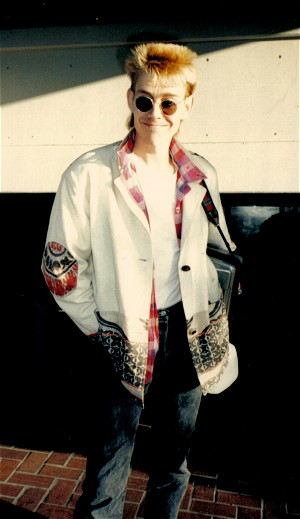
Phil Gould

Philip Gabriel Gould, mais conhecido apenas como Phil Gould (Hong Kong, 28 de Fevereiro de 1957) é um músico britânico, da Ilha de Wight. Foi baterista do grupo de jazz-funk com destaque nos anos 80 Level 42.

## Carreira
Phil Gould começou em uma banda britânica de música Pop chamada "M", na qual gravou uma canção que seria hit número um no Billboard Hot 100 dos Estados Unidos, "Pop Muzik". No início dos anos 80, juntou-se a Mark King, Mike Lindup e seu irmão Boon Gould, para formar o Level 42, que seria uma das bandas mais conhecidas na Inglaterra na década de 80. Phil Gould fazia o estilo de baterista mais clássico. O sucesso mundial veio a partir de 1985 com o álbum World Machine, que teve destaque em toda a América. Phil Gould saiu do Level 42 em 1987 por problemas com a gravadora. Hoje atua em carreira solo.